# Stavern (Norwegen)
Stavern (von 1799 bis 1930 Fredriksvern) ist eine süd-norwegische Hafenstadt, die zur Kommune Larvik im Fylke (Provinz) Vestfold gehört. Sie hat 6121 Einwohner (Stand: 1. Januar 2024).
Stavern wurde erstmals im 11. Jahrhundert urkundlich erwähnt. Ab 1943 war Stavern die kleinste Stadt Norwegens, bis sie 1988 in die Kommune Larvik eingemeindet wurde und den Stadtstatus verlor. Seit 2010 ist Stavern wieder eine Stadt.
Von 1675 bis 2002 gab es in Stavern mit der Fredriksvern eine Basis der dänischen, später dann der norwegischen Marine. Heutzutage wird der historische Baukomplex als Werft genutzt.
Heute lebt Stavern hauptsächlich vom Tourismus, in den Sommermonaten leben einschließlich der Urlauber 30.000 bis 40.000 Menschen in der Stadt.

## Steinsetzungen nördlich von Stavern
Agnesodden ist ein Steinkreis aus kleinen etwa 40 cm hohen Steinen, im Abstand von einem Meter. Bei der Ausgegrabung wurden die Reste mehrerer Feuerbestattungen in Urnen gefunden. Es sind keine Grabbeigaben bekannt. Das Material wurde auf etwa 500 v. Chr. datiert.
Die Agnes Steine sind eine etwa 22,0 m lange Schiffssetzung. Sie besteht aus 14 Steinen. Sechs auf jeder der Längsseite und zwei größere an den Enden. Der höchste Endstein ist 1,9 Meter hoch. Die Seitensteine sind zwischen 40 cm und 80 cm hoch. Die Schiffssetzung ist Nordost-Südwest orientiert. Es wird angenommen, dass es aus der älteren Eisenzeit stammt.

## Persönlichkeiten
- Anders Anundsen (* 1975), Politiker
- Michael Johann Herbst (1699–1762), Kommandant und Werftdirektor
- Egil Borgen Johansen (1934–1993), Bogenschütze
- Steinar Sørlle (1942–2022), Kinder- und Jugendbuchautor